# کن اوورلین
کن اورلین (به انگلیسی: Ken Overlin) (۱۵ اوت ۱۹۱۰–۲۴ ژوئیه ۱۹۶۹)، بوکسور دسته میان وزن آمریکایی بود که از سال ۱۹۳۱ تا ۱۹۴۴ به‌طور حرفه ای مبارزه کرد و با ثبت رکورد ۱۳۱ برد (۲۳ برد با ناک اوت)، ۱۸ باخت و ۹ تساوی را ثبت کرد. وی مسابقات قهرمانی میان وزن جهان را که توسط کمسیون دو و میدانی ایالت نیویورک به دست آورد، در پیروزی مقابل سفرینو گارسیا در نیویورک در ۲۳ مه ۱۹۴۰ به دست آورد و آن را تا ۹ مه ۱۹۴۱ برگزار کرد. نام اوورلین در سال ۲۰۱۵ وارد تالار بین‌المللی مشاهیر بوکس شد.

## مسابقات منتخب
| 5 Wins, 7 Losses, 1 Draw |                |                 |                             |                  |                               |
| نتیجه                    | حریف(ها)       | تاریخ           | مکان                        | Duration         | توضیحات                       |
| باخت                     | تدی یاروز      | ۴ نوامبر ۱۹۳۶   | پیتسبرگ                     | 10 Rounds UD     | -                             |
| باخت                     | Kid Tunero     | ۲۱ دسامبر ۱۹۳۶  | پاریس                       | 10 Rounds        | -                             |
| باخت                     | فردی استیل     | ۱۱ سپتامبر ۱۹۳۷ | سیاتل                       | 4th Round ناک‌اوت | For World Middle title        |
| باخت                     | Nate Bolden    | ۲ دسامبر ۱۹۳۸   | شیکاگو                      | 10 Round UD      | Decisive Win                  |
| باخت                     | Eric Seelig    | ۲۰ دسامبر ۱۹۳۸  | برانکس, نیویورک             | 10 Rounds UD     | -                             |
| باخت                     | تدی یاروز      | ۲۷ مارس ۱۹۳۹    | هیوستون                     | 10 Rounds        | Non-title                     |
| برد                      | سفرینو گارسیا  | ۲۳ مه ۱۹۴۰      | Mad. Sq. Gar. , NY          | 10 Rounds, UD    | Won NYSAC World Middle title  |
| برد                      | Steve Belloise | ۱ نوامبر ۱۹۴۰   | Mad. Sq. Gar. , NY          | 15 Rounds, MD    | For NYSAC World Middle title  |
| برد                      | Steve Belloise | ۱۳ دسامبر ۱۹۴۰  | Mad. Sq. Gar. , NY          | 15 Rounds, SD    | For NYSAC World Middle title  |
| باخت                     | Billy Soose    | ۹ مه ۱۹۴۱       | Mad. Sq. Gar. , NY          | 15 Rounds, UD    | Lost NYSAC World Middle title |
| برد                      | آزارد چارلز    | ۹ ژوئن ۱۹۴۱     | سینسیناتی                   | 10 Rounds, UD    | -                             |
| برد                      | Al Hostak      | ۲۱ نوامبر ۱۹۴۱  | Mad. Sq. Gar. , NY          | 10 Rounds, UD    | -                             |
| *Draw*                   | Fred Apostoli  | ۲۶ ژوئن ۱۹۴۲    | Naval Base, نورفک، ویرجینیا | 10 Rounds, UD    | -                             |